# Hypogeoppia dungeri
Hypogeoppia dungeri är en kvalsterart som beskrevs av Schwalbe 1995. Hypogeoppia dungeri ingår i släktet Hypogeoppia och familjen Oppiidae. Inga underarter finns listade i Catalogue of Life.